# Trogoblemma modesta
Trogoblemma modesta là một loài bướm đêm trong họ Noctuidae.